# The Carter Family
The Carter Family – amerykański zespół grający muzykę country, jeden z pierwszych, który odniósł sukcesy komercyjne w tym gatunku.

## Kariera

### Skład oryginalny
Pierwszymi członkami i jednocześnie założycielami "The Carter Family" byli A. P. Carter (Alvin Pleasent Carter, ur. 15 grudnia 1891, zm. 7 listopada 1960), jego żona Sara Carter (ur. 21 lipca 1899, zm. 8 stycznia 1979) i jego szwagierka Maybelle Carter (ur. 10 maja 1909, zm. 23 października 1978).
Carterowie wystąpili po raz pierwszy 1 sierpnia 1927 roku w niewielkim studiu nagraniowym poszukiwacza talentów Ralpha Peera w Bristolu w stanie Tennessee. Po pierwszych nagraniach, jesienią tego samego roku, Carterowie podpisali kontrakt z firmą "Victor Records", która wydała ich pierwszego singla z piosenkami Wandering Boy i Poor Orphan Child.
27 maja 1928 Peer zorganizował pierwszą dużą sesję nagraniową, w trakcie której nagrany został między innymi największy przebój "The Carter Family" Wildwood Flower. W lutym 1929 roku odbyła się druga sesja nagraniowa. Do końca lat 30. w USA zostało sprzedane około 300 tysięcy singli "The Carter Family". Od roku 1939 z zespołem występowała córka Maybelle, June Carter.
W 1943 roku doszło do rozwodu A. P. i Sary Carterów przez i zespół został rozwiązany.

### Druga generacja
Po rozpadzie "The Carter Family" Maybelle założyła wraz córkami Anitą, June i Helen, zespół "Mother Maybelle and The Carter Sisters", z którym występowała do lat 70.
W roku 1987 siostry Carter, wraz z córką June, Carlene Carter, wystąpiły jeszcze raz pod nazwą "The Carter Family" w muzycznym programie telewizyjnym Austin City Limits.